# One Fine Day
One Fine Day är en poplåt skriven av Gerry Goffin och Carole King som var en hit under sommaren 1963 för flickgruppen The Chiffons och därefter har spelats in av ett flertal artister. Goffin och King var inspirerade av namnet på arian Un bel di från Puccinis opera Madama Butterfly. Låten skulle ursprungligen spelas in av artisten Little Eva men gavs till The Chiffons som nyligen haft en listetta i USA med "He's So Fine". Carole King var närvarande för att övervaka inspelningen av The Chiffons sång. 
"One Fine Day" av The Chiffons nådde # 5 på Billboard Hot 100, och # 6 på R&B listan  . På UK Singles Chart nådde den # 29 och i Frankrike nådde den # 18. 
The Chiffons "One Fine Day" rankades # 460 på Rolling Stones Magazines lista 500 Greatest Songs of All Time.